# Vědomice
Vědomice település Csehországban, a Litoměřicei járásban. Vědomice Kyškovice, Roudnice nad Labem, Dobříň és Černěves településekkel határos. Lakosainak száma 933 fő (2024. január 1.).

## Népesség
A település lakosságának változását az alábbi diagram mutatja:
| Lakosok száma | 278  | 331  | 393  | 504  | 622  | 680  | 903  | 922  | 885  | 933  |
|               | 1869 | 1890 | 1921 | 1950 | 1980 | 2001 | 2017 | 2019 | 2022 | 2024 |